# Gardendale (Ector County, Texas)
Gardendale ist eine als Census-designated place eingestufte Siedlung auf gemeindefreiem Gebiet des Ector Countys im Westen des Bundesstaats Texas der Vereinigten Staaten von Amerika. Zum Zeitpunkt der Volkszählung 2020 lebten 2020 Einwohner in Gardendale.

## Geographie

### Geographische Lage
Der Ort Gardendale liegt im Llano Estacado, einer trockenen und überwiegend baumlosen Tafelebene (Mesa), die zum Südrand der Great Plains zählt. Der Südteil des Llando Estacado, zu dem Gardendale zählt, ist zugleich Teil des Permian Basins, eines Sedimentbeckens mit Erdöl- und Erdgasvorkommen.

### Nachbarorte
Südlich von Gardendale liegt Odessa, dessen Innenstadt etwa 20 km entfernt ist. Etwa 25 km östlich von Gardendale befindet sich Midland, rund 45 km nördlich Andrews und etwa 25 km westlich Goldsmith. Lubbock liegt knapp 200 km nördlich von Gardendale. Bis zur Metropolregion Dallas-Fort Worth und Austin sind es jeweils etwa 550 km nach Osten bzw. Südosten.

## Geschichte
Das Gebiet des heutigen Orts Gardendale im Norden des Ector Countys war in der ersten Hälfte des 20. Jahrhunderts ein großes Privatgrundstück namens Neathery Ranch. In den späten 1950er-Jahren erwarb ein Makler aus Odessa etwa 26 km² dieser Fläche, um sie zu erschließen und unter dem Namen Gardendale zu vermarkten.
In den 1970er- und 1980er-Jahren war in Gardendale die Kultivierung von Pekannussbäumen und die Verarbeitung der Nüsse ein wichtiger Wirtschaftszweig. Zeitweise standen fast 80.000 Bäume im Ort. In den 1980er-Jahren wurden zudem mehrere Weingärten angelegt. Rückläufige Niederschlagsmengen und die dadurch nötige Bewässerung mittels Grundwasser führten in den folgenden Jahrzehnten jedoch dazu, dass zahlreiche landwirtschaftliche Betriebe aufgegeben wurden.

## Infrastruktur

### Verkehr
Texas State Highway 158 verläuft an der nördlichen Grenze des Ortsgebiets von Gardendale in Ost-West-Richtung. Die nächste Nord-Süd-Verbindung ist U.S. Highway 385, der etwa zwei Kilometer westlich von Gardendale liegt.
ÖPNV existiert nicht in Gardendale.

### Bildung
Gardendale befindet sich im Schulsprengel des Ector County Independent School District, dessen Sitz und Schulstandorte in Odessa liegen.